# (53311) Девкалион
(53311) Девкалио́н (от греч. Δευκαλίων, ранее 1999 HO11) — кьюбивано, объект Пояса Койпера. Открыт 18 апреля 1999 года в рамках программы Глубокий обзор эклиптики (DES). Название было утверждено Международным Астрономическим Союзом в честь Девкалиона из древнегреческой мифологии, царя Фессалии, сына Прометея.

## Орбита и классификация
Девкалион обращается вокруг Солнца на расстоянии 41,4-47,4 а. е. раз в 295 лет и 10 месяцев (108 044 дня; полуось 44,4 а. е.). Его орбита имеет эксцентриситет 0,07 и наклон 0° по отношению к эклиптике. Дуга наблюдения за телом начинается за шесть дней до его официального обнаружения в апреле 1999 года.
Это классический кьюбивано в поясе Койпера, расположенный между резонансными популяциями плутино и тутино и имеющее орбиту с низким эксцентриситетом. При очень малом наклоне (0,3°), значительно меньшем, чем 4-7°, объект относится к холодной популяции, а не к «перемешанной» горячей популяции.

## Название
Эта малая планета была названа в честь Девкалиона, сына Прометея из греческой мифологии. Он и его жена Пирра были единственными, кто пережил великий потоп («потоп Девкалиона»), обрушившийся на всех людей Зевсом. Официальное название было опубликовано Центром малых планет 14 июня 2003 года.

## Физические характеристики
Архив Джонстона оценивает его диаметр в 212 километров на основе предполагаемого альбедо 0,09, в то время как американский астроном Майкл Браун вычисляет диаметр в 131 километр, используя расчетное альбедо 0,20 и абсолютную величину 6,6.
На своем веб-сайте Браун больше не перечисляет этот объект как кандидат на карликовую планету в своей таксономической системе 5-го класса. По состоянию на 2018 год в результате спектроскопических и фотометрических наблюдений не было получено ни спектрального типа, ни цветовых индексов, ни вращательного светового потока. Цвет тела, период вращения, полюс и форма остаются неизвестными.